# 五所川原インターチェンジ
五所川原インターチェンジ（ごしょがわらインターチェンジ）は青森県五所川原市米田にある津軽自動車道（国道101号浪岡五所川原道路）のインターチェンジである。
当初は設置予定が無かったが、商業エリアのエルムの街へのアクセスが考慮された。

## 歴史
- 2007年（平成19年）12月14日 - 五所川原東IC - 五所川原北IC開通に伴い供用。

## 道路

### 本線
- E64 津軽自動車道（浪岡五所川原道路）

### 接続する道路
- 直接接続
  - 五所川原市道
- 間接接続
  - 青森県道156号福山五所川原線（市道経由）
  - 五所川原広域農道（米マイロード）（市道経由）

## 料金所
無料区間のため、設置されていない。

## 周辺
- エルムの街（五所川原市の商業中心地）
- アクロスプラザ
- つがる克雪ドーム
- 五所川原市立松島小学校

## 隣
E64 津軽自動車道（浪岡五所川原道路）
五所川原東IC - 五所川原IC - 五所川原北IC

## 形状

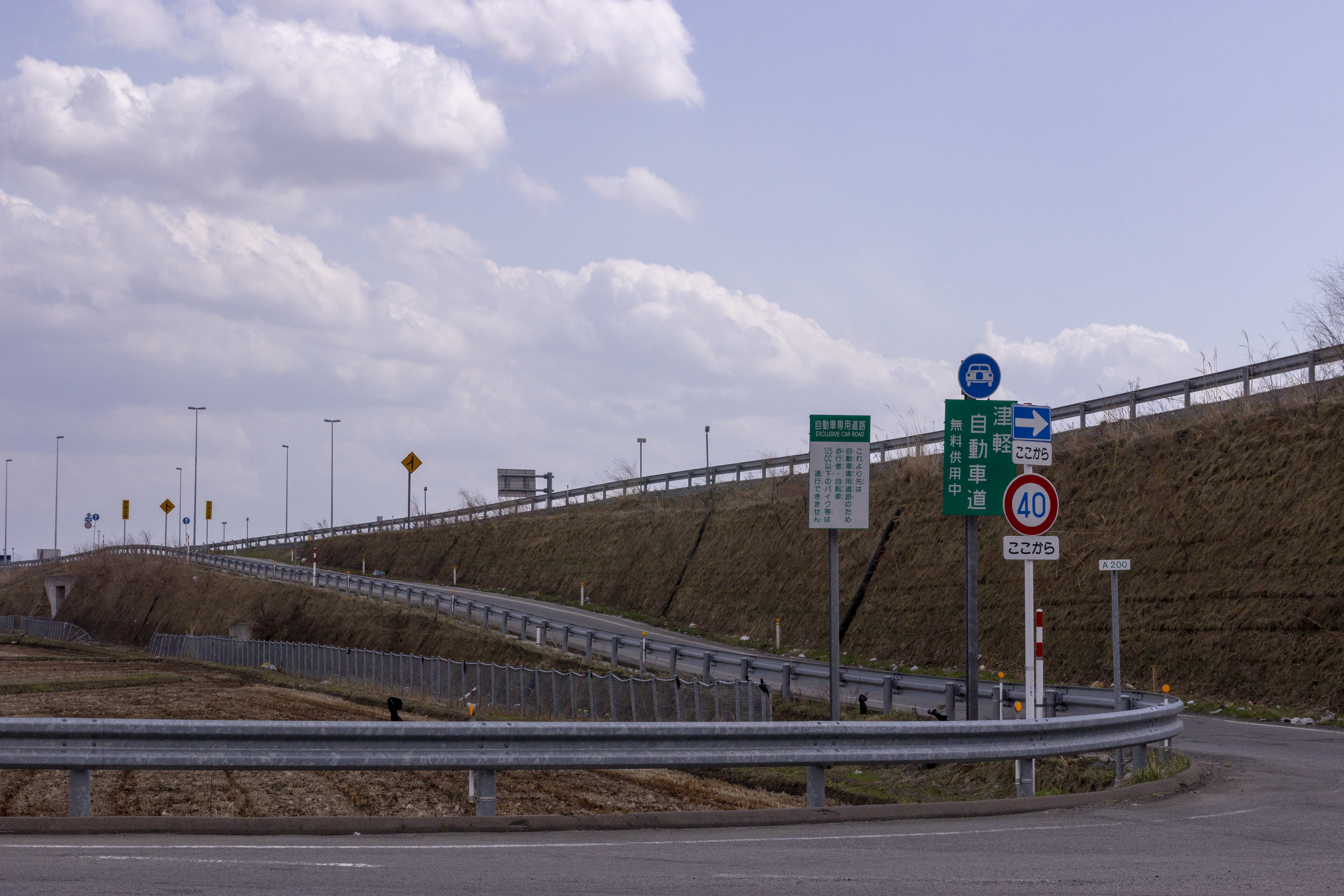
五所川原IC 浪岡方面入口

ランプウェイはダイヤモンド型である。
サムネイル